# 克利福德·沙尔
克利福德·沙尔（英語：Clifford Shull，1915年9月23日—2001年3月31日），美国物理学家，1994年获诺贝尔物理学奖。

## 生平
1915年出生于賓夕法尼亞州匹兹堡。2001年逝世于麻薩諸塞州梅特福德。